# Peníze (film)
Peníze (v originále L'Argent) je francouzský hraný film z roku 1983, který režíroval Robert Bresson. Je inspirován novelou Lva N. Tolstého Falešný kupon. Snímek měl světovou premiéru na filmovém festivalu v Cannes dne 16. května 1983.

## Děj
Yvon je profesionální řidič, který je nespravedlivě obviněn z pokusu udat tři padělané 500frankové bankovky, které dostal v kavárně. Následuje soud a ztráta zaměstnání. Poté se stane spolupachatelem loupežného přepadení a je odsouzen ke třem letům vězení. Mezitím umírá jeho nemocná dcera a partnerka ho opustí.

## Obsazení
| Christian Patey       | Yvon Targe         |
| Caroline Lang         | Elise Targe        |
| Béatrice Tabourin     | fotografka         |
| Didier Baussy         | fotograf           |
| Jean-Frédéric Ducasse | zákazník v obchodě |
| Vincent Risterucci    | Lucien             |
| Bruno Lapeyre         | Martial            |
| Marc Ernest Fourneau  | Norbert            |
| André Cler            | Norbertův otec     |
| Claude Cler           | Norbertova matka   |
| Jeanne Aptekman       | Yvette             |
| François-Marie Banier | Yvonův společník   |
| Valérie Mercier       | blondýna v baru    |

## Ocenění
- Filmový festival v Cannes: Velká cena za kreativní kinematografii (spolu s Nostalgií Andreje Tarkovského)
- Národní společnost filmových kritiků: nejlepší režie